# Fon (volk)

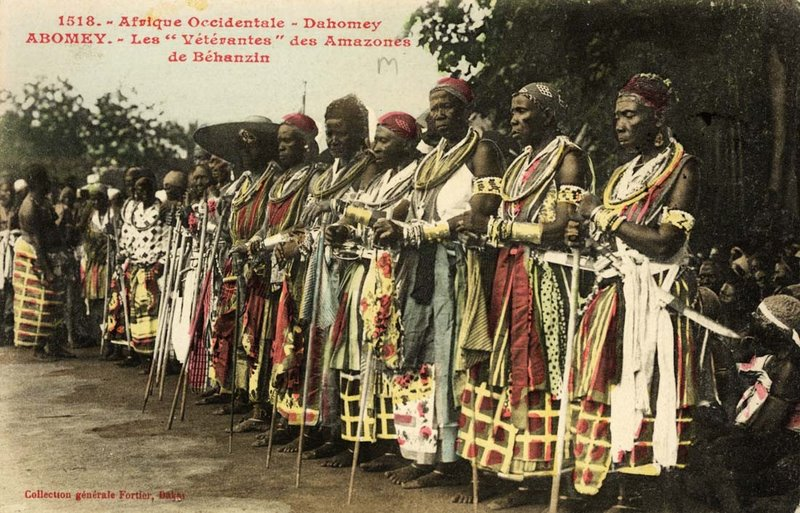
Veteranen van de Ahosi (Dahomey-Amazones), een militaire eenheid van het Koninkrijk Dahomey dat geheel uit Fon-vrouwen bestond. Foto uit 1908

De Fon, ook wel Arada genoemd, zijn een etnische groep van naar schatting 3,5 miljoen mensen in Benin en delen van Nigeria, Togo, Gabon en Ghana. De Fon zijn een van de grootste bevolkingsgroepen in Benin. Ze spreken Fon (inheemse naam Fongbe, uitgesproken als [fɔ̃̄ɡ͡bè]), de belangrijkste taal in zuidelijk Benin.

## Geschiedenis
De Fon stichtten de steden Abomey en Ouidah, die later een belangrijke rol in de slavenhandel speelden. Het Koninkrijk Dahomey van de Fon had een monopolie op de slavenhandel langs de Slavenkust, de kust van het huidige Benin. Veel Fon werden als slaaf naar het Caribisch gebied en Brazilië gebracht, waar ze opgingen in een Afrikaans-Europese mengcultuur die onder andere vodou en santería voortbracht. De Ahosi of Dahomey-Amazones waren een militaire eenheid van het Koninkrijk Dahomey dat geheel uit Fon-vrouwen bestond.
Een bekend persoon van Fon-afkomst is Toussaint Louverture (1743-1803), een Frans revolutionair generaal en leider van de Haïtiaanse Revolutie die leidde tot de onafhankelijkheid van Haïti.

## Cultuur
De Fon-cultuur is patrilineair. Polygamie en echtscheiding zijn toegestaan. 

### Religie en mythologie
Veel Fon zijn christelijk maar de meesten zijn volgelingen van Benins nationale godsdienst vodu. De Fon zijn polytheïstisch, hun belangrijkste god is Nana-Buluku. Ze geloven dat een deel van een gestorven persoon wordt gereïncarneerd. Begrafenissen en herdenkingen van sterfdagen, waarbij dagen achtereen gedanst wordt, spelen een belangrijke rol in de cultuur.

#### Mawu en Aido-Hwedo
In de mythologie van de Fon was de slang Aido-Hwedo de dienaar van de grote schepper Mawu of Nana-Buluku. Hij bracht haar overal in zijn bek. Haar schepping, de aarde, had ook de vorm van een slang. Bergketens waren de uitwerpselen van Aido-Hwedo. Mawu's schepping was als een grote, gespleten kalebas: de onderste helft was met water gevuld, waarop de aarde dreef, de bovenste helft was de hemel. Door de bergen, bossen en dieren werd de wereld te zwaar en Mawu besloot dat Aido-Hwedo de aarde moest ondersteunen, door in een volmaakte cirkel, met zijn staart in zijn bek, op de onmetelijke oceaan te gaan liggen. In andere versies slingerde Aido-Hwedo zich om de horizon om de twee helften van de kalebas bij elkaar te houden. Als Aido-Hwedo gaat verliggen beeft de aarde. 
Volgens een versie zou Aido-Hwedo de rivieren en beken hebben geschapen.

#### Hevioso en Sagbata
Hevioso en Sagbata waren de zonen van de androgyne schepper Mawu en Lisa. Eens weigerde de androgyne dondergod Hevioso het om zijn rivaliteit met zijn broer Sagbata, de aardgod, het op de aarde te laten regenen.
Hevioso verkocht Sagbata als slaaf en die trad in dienst van de 'duivel'. Later werd Sagbata doorverkocht en wist hij te ontsnappen en terug naar huis te keren. Thuis was Hevioso inmiddels koning van de stam. Sagbata won de machtsstrijd en Hevioso trok zich in de hemel terug. Vanuit de hemel hield Hevioso de regens tegen, zodat de velden vol graan van Sagbata's onderdanen verdroogden. Velen stierven van honger. Sagbata nam een wit en een zwart draadje katoen in de mond, die een ladder naar de hemel vormden. De arend en de kat slaagden er niet in de hemel te bereiken. De kameleon wist door zijn traagheid het huis van Hevioso te bereiken en bracht Sagbata's smeekbede om regen over. Aangezien Sagbata Hevioso's gezag in het hemelruim aanvaardde, gaf Hevioso toe en liet het regenen.